# Aktien-Brauerei-Gesellschaft Friedrichshöhe
Die Aktienbrauerei Friedrichshöhe ist eine historische Bierbrauerei in Berlin, deren Hauptstandort sich an der heutigen Ecke Landsberger Allee/Richard-Sorge-Straße befand. Mitte der 1850er Jahre hatte der aus München stammende Brauereibesitzer Georg Patzenhofer hier einen Lagerkeller anlegen lassen und einen Bierausschank (Bayrisch Bierbrauerei) dazu eröffnet. Einige Jahre später wurden sämtliche Produktionsanlagen der Patzenhofer-Brauerei hierher in neu gebaute Produktionshallen verlegt. Die Brauerei bestand an dieser Stelle mehr als hundert Jahre, wobei sie mehrfach umbenannt wurde und als VEB Schultheiss-Brauerei noch bis 1991 verschiedene Sorten Bier erzeugte. Seitdem stehen die meisten der historischen Backsteinbauten leer oder wurden zu kleinen Teilen von regionalen Vereinen zwischengenutzt. Die Mälzerei und einige Lagerhäuser entlang der Richard-Sorge-Straße wurden 2006/2007 abgerissen und durch Wohnhäuser ersetzt. Die übrigen Gebäudeteile stehen unter Denkmalschutz.

## Geschichte

### 1856 bis 1991: Unternehmensgründung, Bauarbeiten und Eigentumsänderungen
Auf dem Grundstück Tilsiter Straße (heute: Richard-Sorge-Straße) 51–62 (durchgehend bis zur damals über den Friedhof verlaufenden Diestelmeyerstraße (heute verkürzt; Kochhannstraße) und Landsberger Allee 24–27, auf der Friedrichshöhe) ließ Georg Patzenhofer um 1856 den ersten Bier-Lagerkeller für seine Brauerei anlegen. Die Brauerei war zuerst an der Neuen Königstraße (heute: Otto-Braun-Straße) und später an der Papenstraße, mit Mälzerei und Sudhaus ansässig. Wie es damals üblich war, gab es ab 1858 auch einen unmittelbaren Ausschank beim Lagerkeller. An Sonn- und Feiertagen strömten Spaziergänger zum Biergarten, meist auf dem Weg zum nahegelegenen Volkspark Friedrichshain. Pferdefuhrwerke brachten die Bierwürze in einem riesigen Fass hierher.
Im Jahr 1871 wurde die Brauerei in eine Aktiengesellschaft umgewandelt und firmierte fortan unter dem Namen Actien-Brauerei-Gesellschaft Friedrichshöhe, vorm. Patzenhofer. Direktor wurde Friedrich Goldschmidt, der sich zuvor unter anderem in den USA über damals modernste Brauerei-Ausstattungen, die Brautechnologie und die eingesetzten Materialien informiert hatte, was nun der Patzenhofer-Brauerei zugutekam. 1873 erweiterte die Unternehmensleitung die Fläche auf der Friedrichshöhe durch Zukäufe auf rund 28.000 m², um Platz für weitere Lagerkeller und Produktionsgebäude zu schaffen.
Das Gelände an der Papenstraße erwies sich für notwendige Erweiterungsbauten als zu klein, Flächenzukäufe in der Nachbarschaft waren nicht möglich und das Wassermanagement war auch nicht optimal. Die Friedrichshöhe, eine Erhebung von 49 Meter über NHN nordöstlich vor den Toren von Alt-Berlin, wies einen ausreichend tiefen Grundwasserleiter auf, sodass das auf dem Gelände aus einem Tiefbrunnen geförderte Wasser die für die Bierherstellung notwendige Reinheit besaß. Zwischen 1877 und 1886 entstanden hier neue Gebäude für die komplette Biererzeugung: Sudhäuser, eine Mälzerei, eine Darre, Verwaltungsgebäude und Remisen für den wachsenden eigenen Fuhrpark.
Die meisten Gebäude wurden von der Architektengemeinschaft Alterthum & Zadek entworfen und gemeinsam mit dem Rats-Maurermeister Arthur Rohmer ausgeführt. Mit dem Abschluss der ersten Neubauphase 1886 gab das Unternehmen den Standort an der Papenstraße auf und verlegte die gesamte Biererzeugung auf die Friedrichshöhe.

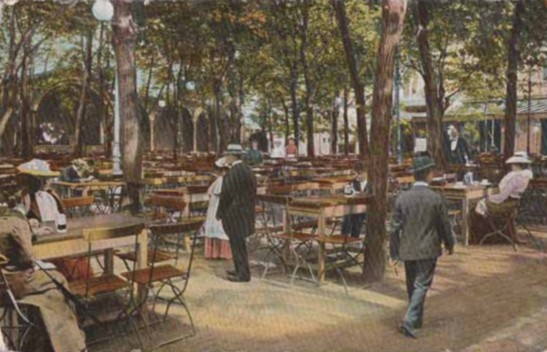
Biergarten von Patzenhofer an der Landsberger Allee, 1909;
Der links im Hintergrund zu erkennende Pavillon ist in Teilen erhalten.

Die Unternehmensleitung eröffnete 1909 auf dem Brauereigelände eine Versuchsbrauerei mit komplett eigener Brauanlagenausstattung. Die erhalten gebliebene Einrichtung wurde nach der Stilllegung 1991 als funktionsfähiges produktionstechnisches Zeugnis dem Museum für Verkehr und Technik übergeben.
Das letzte und modernste Sudhaus wurde 1912 eingeweiht und galt mit seiner Ausstattung als das bedeutendste in Europa.
Die umfangreichen Aufgaben der Geschäftsleitung machten im 20. Jahrhundert einen repräsentativen Verwaltungsbau in der Friedrichstadt  erforderlich. 1905 wurde deshalb auf dem Grundstück Taubenstraße 10 das neue Verwaltungsgebäude bezogen, das 1920 an die Allianz-Versicherung verkauft wurde. Am 12. Juli 1920 beschloss die Patzenhofer-Hauptversammlung die Fusion mit der Schultheiss-Brauerei, wodurch der „mächtigste Bierkonzern Europas“ unter der Firma Schultheiss-Patzenhofer Aktiengesellschaft für Brauerei-Unternehmungen entstand.

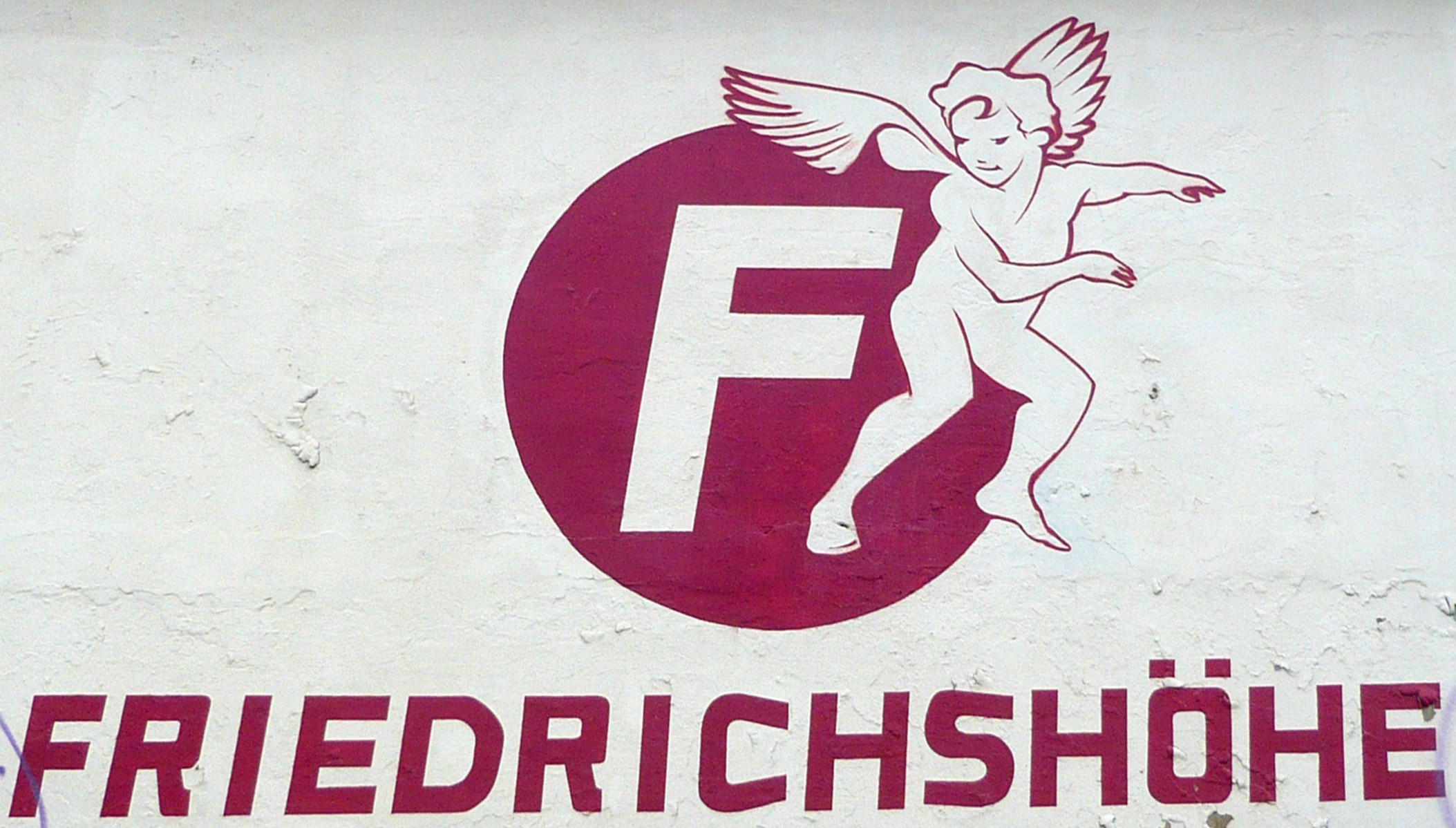
Nach 1990 aufgebrachter historischer Schriftzug mit Logo am Gartenpavillon an der Landsberger Allee

Im Berliner Stadtbild etablierten sich in diesen Jahren zahlreiche Kneipen als „Patzenhofer Bierausschank“, beispielsweise an der Ecke Ebertystraße  / Straßmannstraße.
Der Name Patzenhofer verschwand im März 1938 aus der Firma, nachdem das Unternehmen (mit dem Hauptstandort an der Roonstraße in Berlin-Lichterfelde) weitere Zukäufe getätigt hatte. Die Produktionsstätte an der Landsberger Allee wurde nun als Abteilung Nordost NO 18 geführt. Zwischen 1920 und 1937 trugen alle Teile des Brauereikonzernes den Namen „Schultheiss-Patzenhofer“, darunter auch die Brauerei in Dessau. Offenbar sind die Namensrechte auch nach 1938 erhalten geblieben.
Die Brauerei in Friedrichshain nahm gleich nach dem Ende des Zweiten Weltkriegs die Bierherstellung wieder auf. E gab keine großen Kriegsschäden, wohl aber anfangs Probleme mit der Beschaffung der Zutaten. An den Gebäuden sind bis heute zahlreiche Einschusslöcher zu sehen.
Die Friedrichshainer Brauerei war bis 1991 in Betrieb, zuletzt als Teil des VEB Getränkekombinats Berlin unter dem Namen Betrieb V Schultheiss Leninallee, das entsprechende Bier hieß Berliner Pilsner ohne historischen Hinweis auf Patzenhofer. Die komplette Immobilie wurde an Brau und Brunnen (heute: Radeberger Gruppe) verkauft, die Produktion eingestellt und zahlreiche Anlagen verkauft oder verschrottet. Einige wenige technische Geräte sind in den Gebäuderesten noch erhalten.

### Nach der Stilllegung: Verschiedene Pläne zur Perspektive der Gebäude und des Geländes
Ab 1992 gab es zunächst ein Projekt für einen Ausbau als Schultheiss-Passagen. Es sollten mehr als 200 Wohnungen, Gaststätten, Läden und ein Hotel entstehen. Lediglich das auf dem westlichen ehemaligen Brauerei-Gelände anstelle des Biergartens erbaute UCI-Kino wurde davon verwirklicht, wodurch eine erste Fläche von ungefähr 7300 m² abgetrennt wurde.
Der 85 Meter hohe Schornstein wurde 1996 gesprengt und abgetragen.

## Eckdaten
Als offizielles Gründungsjahr gilt das Jahr 1856. In den Jahren von 1871 bis 1896 wurden fast alle Gebäude der Brauerei errichtet. Der jährliche Bierausstoß betrug gegen Ende des 19. Jahrhunderts 110.000 Hektoliter.
Für das Jahr 1896 werden als Fuhrpark-Bestand 40 Bierwagen, 25 Flaschenwagen und 105 Pferde angegeben. Ein Teil des Bieres wurde täglich in 50.000 Flaschen abgefüllt.
Neue Werkstoffe kamen bei den Brauerei-Maschinen zum Einsatz, statt Eisen bestanden die neuen Kessel aus Kupferblech, die Lagerbehälter wurden aus Aluminium statt wie nach Tradition aus Holz gefertigt. Alle Maschinen erhielten Elektroantriebe.
Bis 1947 war die Brauerei eine Aktiengesellschaft, ab 1949 war sie ein Volkseigener Betrieb (VEB). Auf dem Höhepunkt der wirtschaftlichen Entwicklung der Brauerei, etwa in den 1970er/1980er Jahren, waren im Betrieb mehr als 1000 Mitarbeiter beschäftigt. Mit der deutschen Wiedervereinigung 1990 ging die gesamte Immobilie an die Treuhandanstalt.

## Architektur

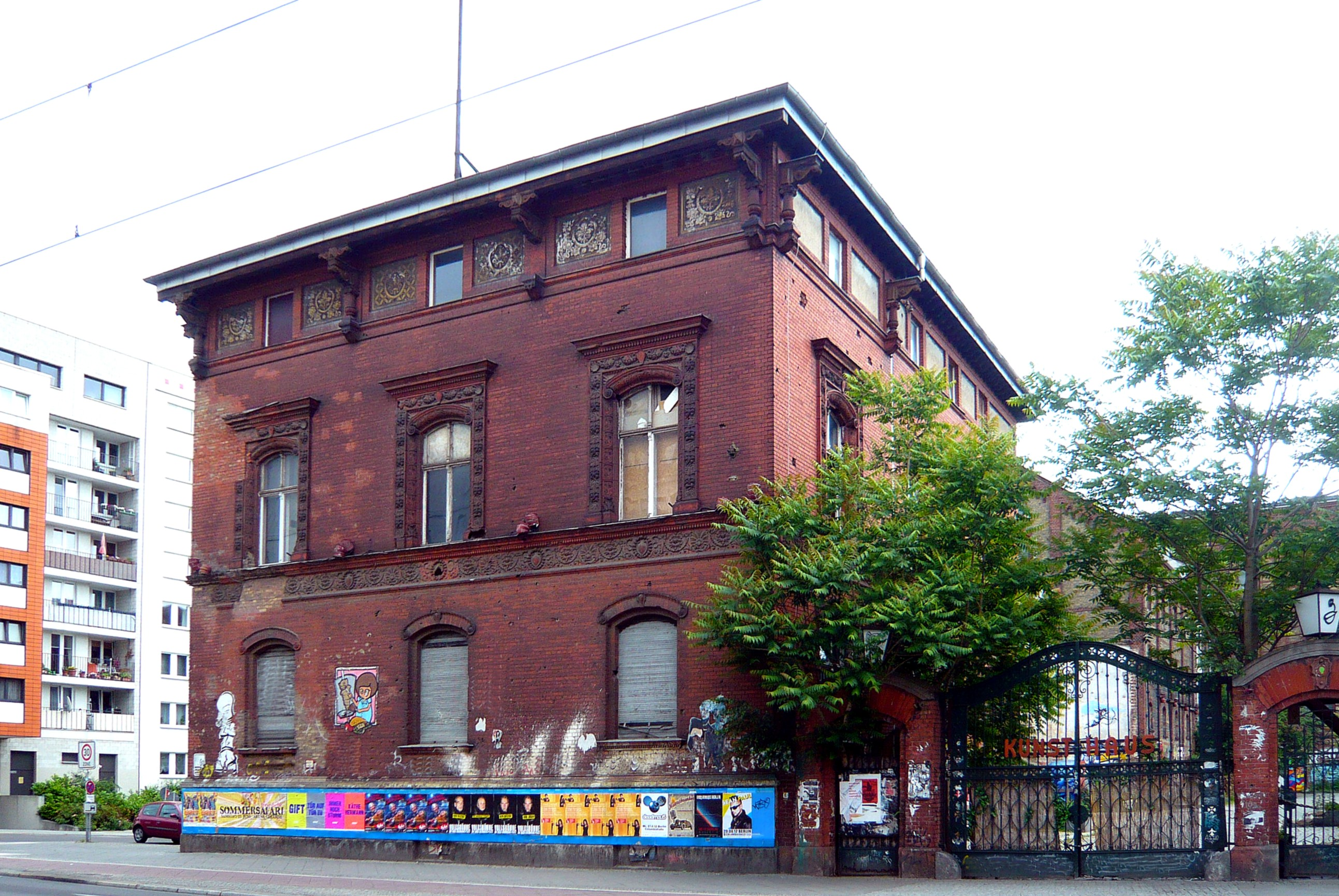
Ansicht des Verwaltungsbaus von der Landsberger Allee aus

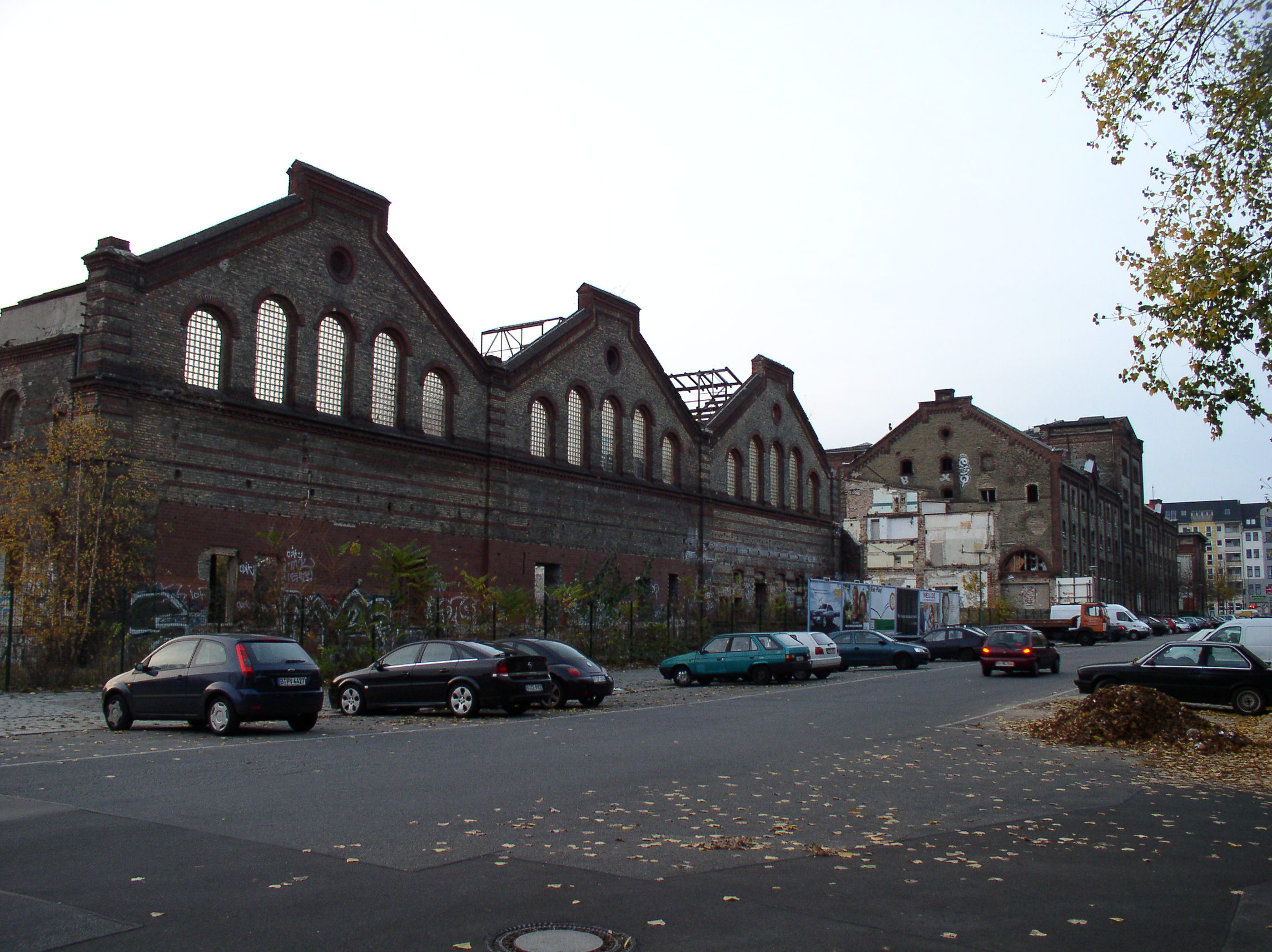
Reste der Aktienbrauerei Friedrichshöhe, die drei Giebel im Vordergrund wurden im Dezember 2007 abgerissen

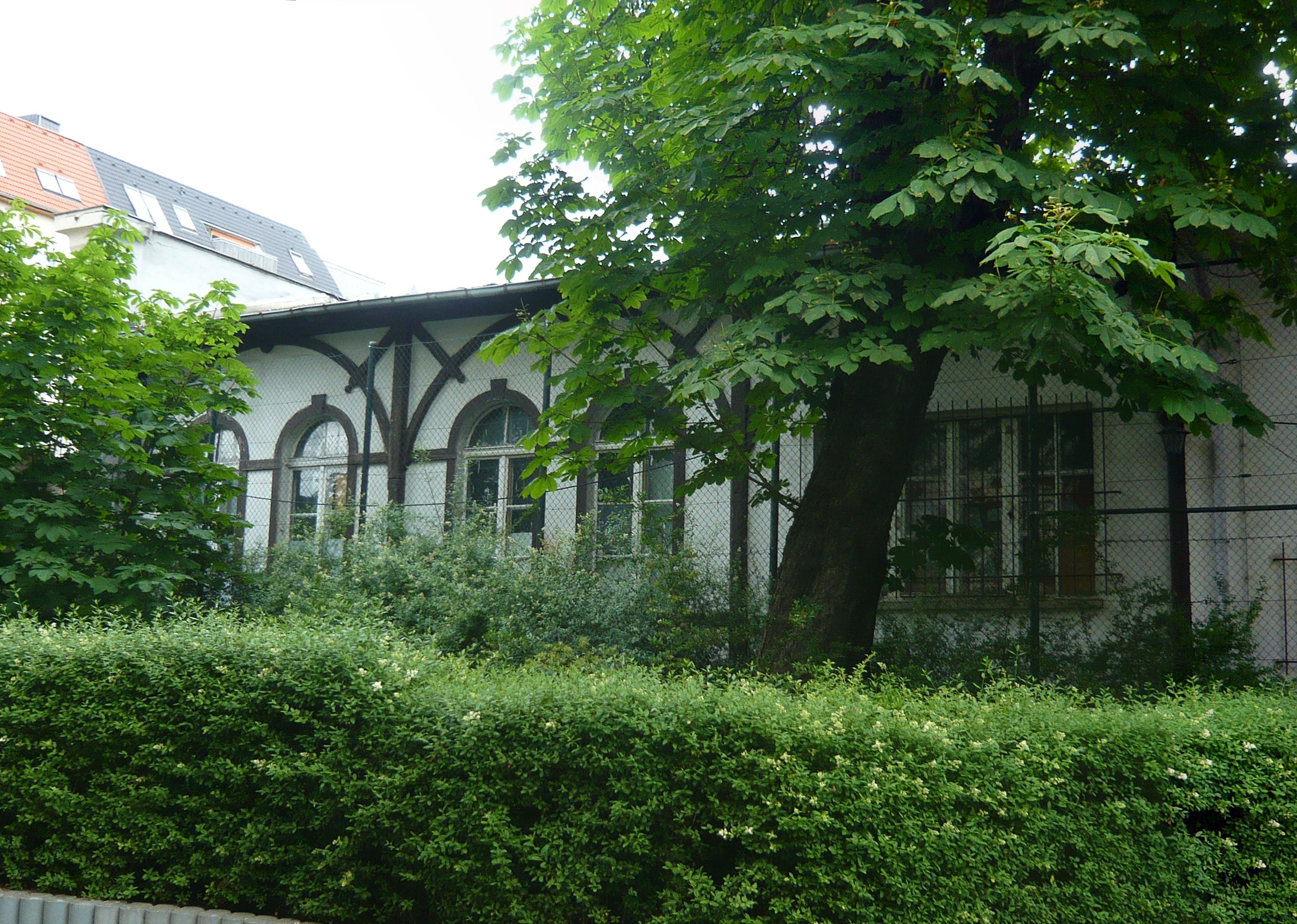
Baurest des Biergarten-Pavillons vom UCI-Kino aus zu sehen

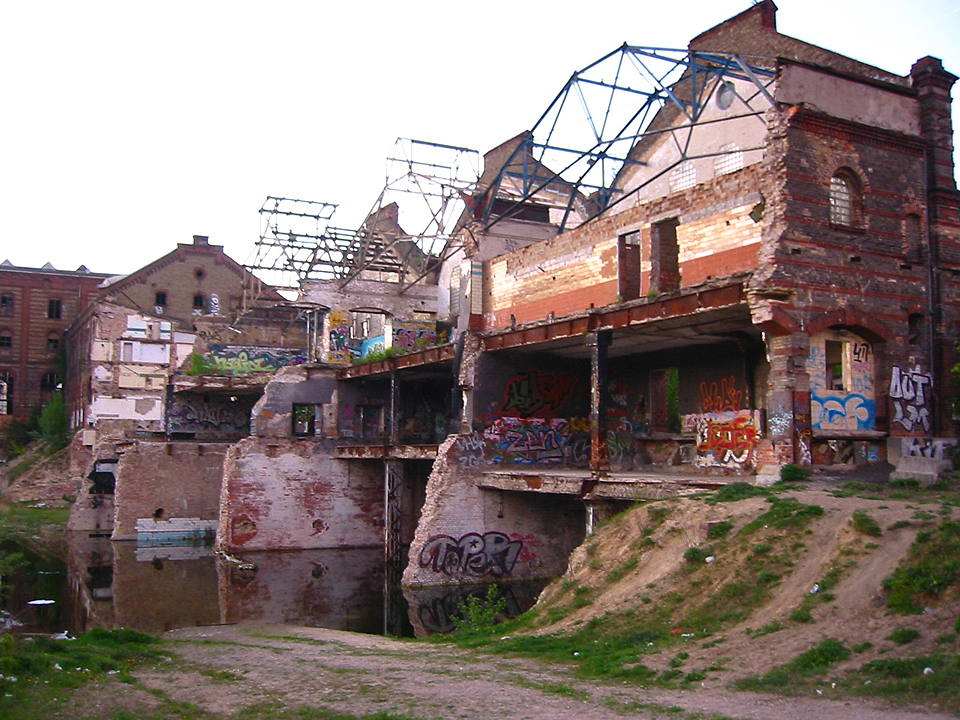
Baugruben, die im Jahr 2005 durch Teilabriss entstanden sind

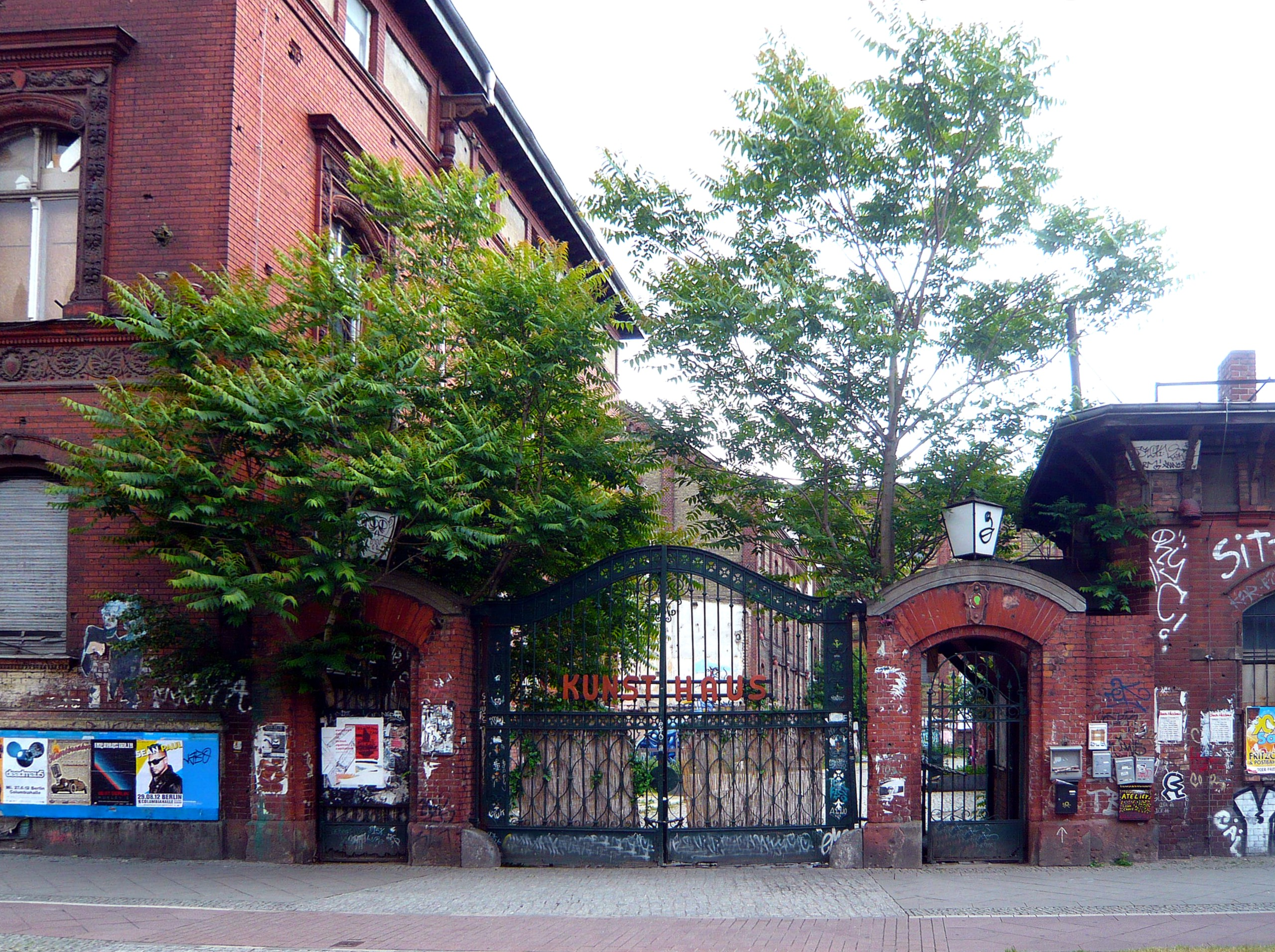
Haupttor

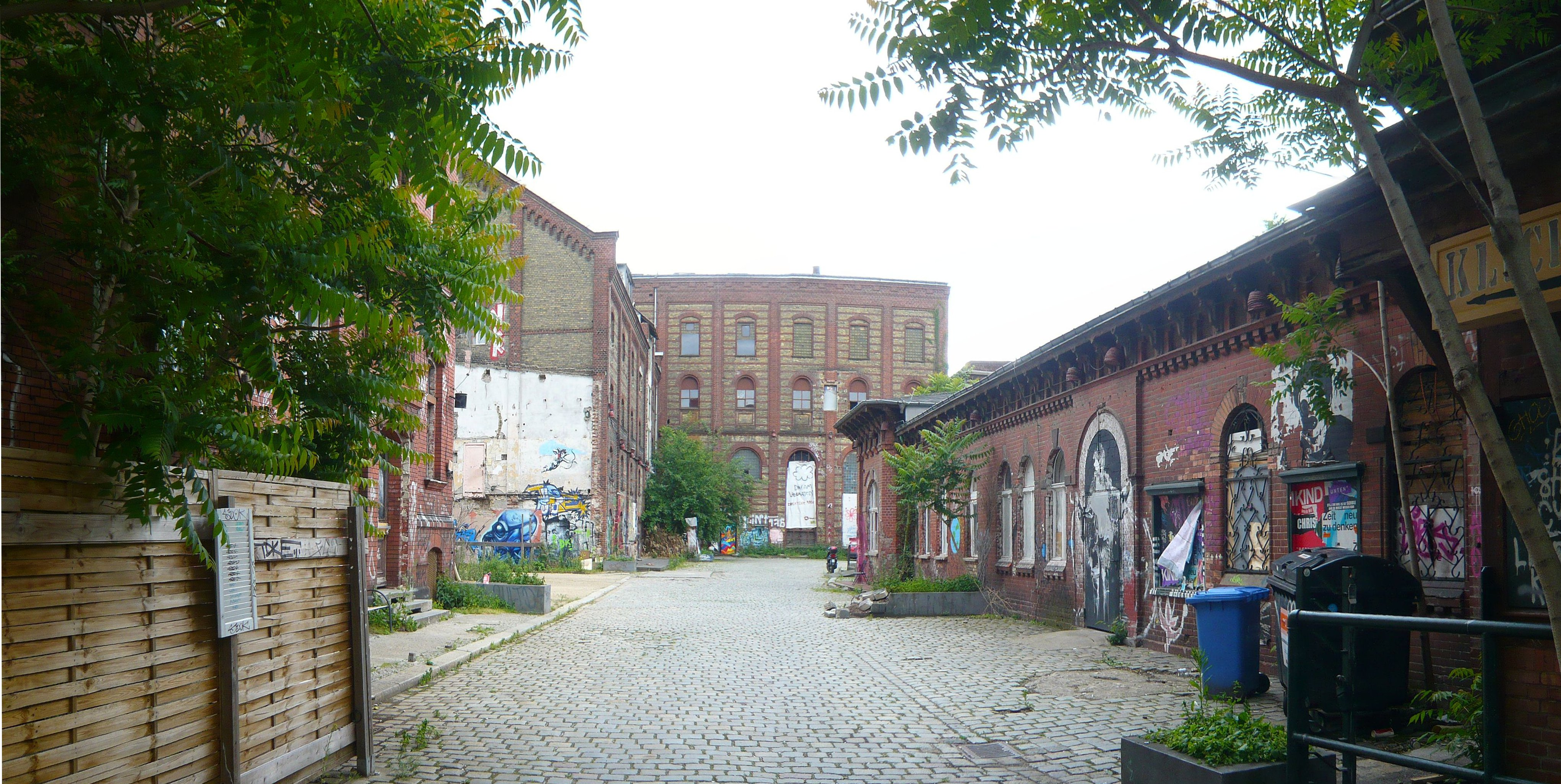
Blick durch das verschlossene Haupttor auf den Hof

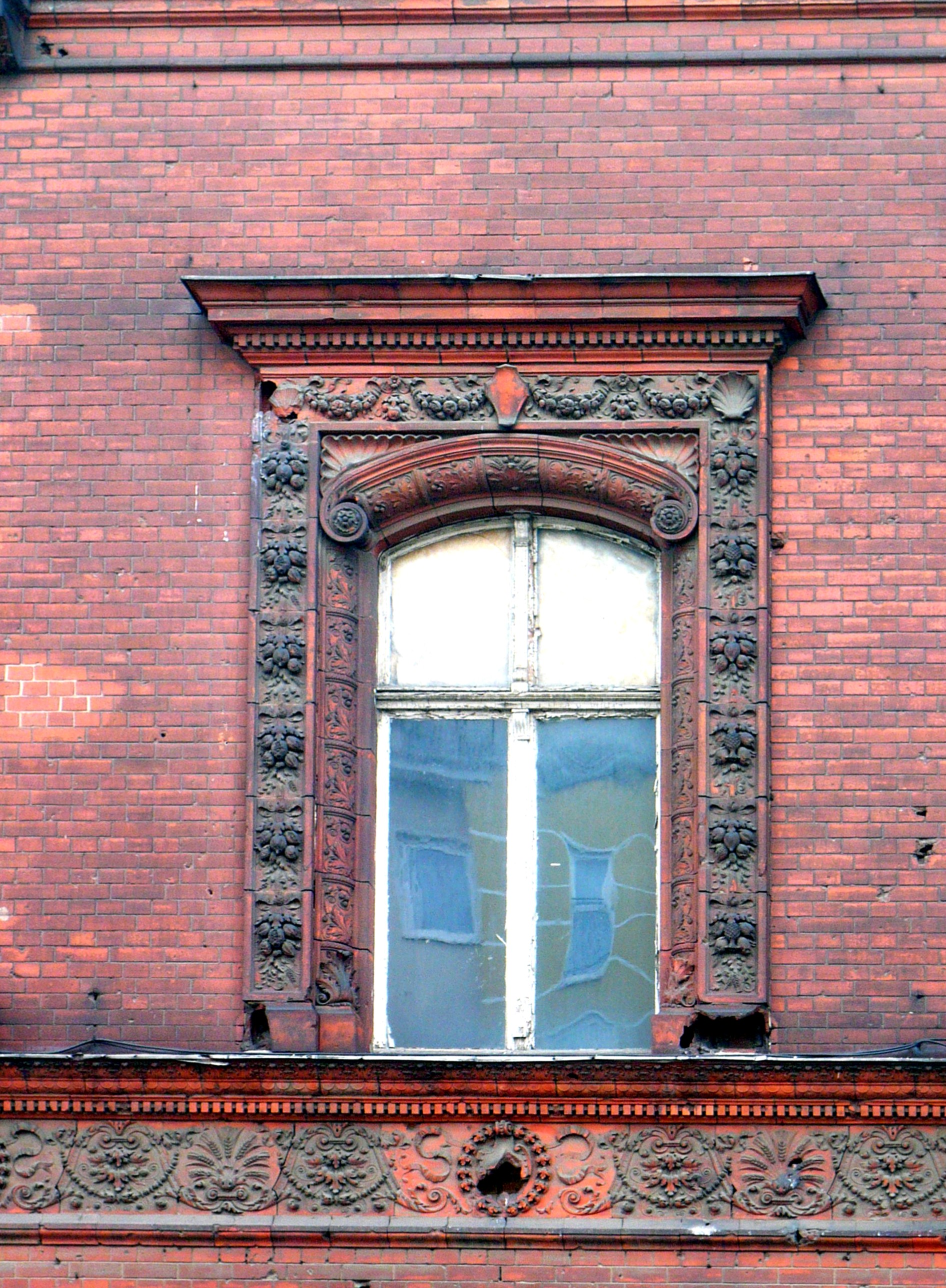
Fenster an der Ecke Richard-Sorge-Straße / Landsberger Allee

Das gesamte Bauensemble wurde mit Backsteinen unterschiedlicher Qualität errichtet und orientierte sich am klassizistischen Baustil. Für das dreigeschossige Verwaltungsgebäude an exponierter Stelle direkt an der Ecke Tilsiter Straße/Landsberger Allee verwendete man hochwertige dunkelrote Backsteine und seine Fassade erhielt farblich angepasstes schmückendes Beiwerk: unter der Traufe plastische Säulen, Terrakotta-Schmuck (florale Motive) für Friese und um die Fenster, außerdem ornamentale Bemalungen in der zweiten Etage. Dieser Bau diente zunächst als Comptoir und Wohnhaus, nach 1920 war es auch der Sitz der Direktion. In den Jahren der DDR befanden sich die Verwaltung des Getränkekombinats darin und eine Betriebskantine, die auch von Mitarbeitern umliegender Betriebe genutzt werden konnte. Seit 1991 steht es leer.
In der Richard-Sorge-Straße folgt eine große hölzerne Wand, die das Verwaltungsgebäude mit dem anschließenden langgestreckten viergeschossigen Gebäudetrakt optisch verbindet (hinter der Wand verbergen sich Baugruben, die im Jahr 2005 durch Teilabriss entstanden sind). Der mit einfachen Backsteinen und fast schnörkellos ausgeführte Trakt ist das ehemalige Sud- und Lagerhaus mit erhöhtem Mittelteil.
Die nicht denkmalgeschützten Lagerhäuser (siehe Foto von 2007) entlang der Richard-Sorge-Straße mit etwa einem Drittel der bisherigen Fläche wurden an Bauinvestoren veräußert, die sie abreißen ließen. An ihrer Stelle entstanden zwischen 2008 und 2010 neue moderne Wohngebäude („Townhouses Friends“).

## Aktivitäten zwischen 2006 und 2020
Im Jahr 2006 hatte die Quantum Immobilien-Projektentwicklungsgesellschaft für 3,5 Millionen Euro einen weiteren Teil des Geländes erworben und mit Unterstützung eines Fördervereins beziehungsweise der Initiative „LA54“ mit der schrittweisen Umnutzung der Gebäude in ein Kreativhaus begonnen. Auf dem Hof eröffnete um 2010 ein kleiner Biergarten mit Imbiss und in den anderen Gebäuden sind neue Elektro- und Gasleitungen verlegt worden. Die Pächter dieses Geländes und der ehemaligen Villa des Besitzers (genannt: „Villa Rosa“), einem zweigeschossigen Solitärbau ebenfalls aus Backstein neben der Haupteinfahrt in der Landsberger Allee, etablierten den „Klick-Club“ sowie Galerien und Ateliers. Diese kulturelle Zwischennutzung für Künstler verschiedener Genres wurde als „Allround-Location und Großstadtoase für gestresste Kiez-Homies“ vermarktet. Am Tor wurde in verkupferten Großbuchstaben der Schriftzug „Kunst-Haus“ angebracht. Zwischen den Jahren 2009 und 2012 haben 70 Künstler und fünf Galerien in dem Kunstzentrum LA54 gearbeitet und zum Teil gelebt. Es wurden monatlich kollektiv Kunstfestivals organisiert, die in ihrer aktivsten Zeit bis zu 1000 Besucher zählten. Dieses Projekt musste wegen der von Amts wegen zurückgezogenen Nutzungserlaubnis (offiziell aus brand- und bauschutzrechtlichen Gründen), vor allem aber nach dem Verkauf der denkmalgeschützten Bauten, gegen den Widerstand der Ateliermieter zu Beginn des Jahrs 2012 aufgegeben werden. Diese hatten noch einen Architekten mit der Ausarbeitung eines Bauplans zur Behebung der Mängel beauftragt, um eine erneute Nutzungsgenehmigung zu beantragen, was der neue Eigentümer der Estavis AG, Markus Lanz, jedoch verneinte.
Die Estavis AG hatte im Frühjahr 2011 für 3,5 Millionen Euro rund 8400 m² des verbliebenen denkmalgeschützten Gebäudebestands sowie 5500 m² des Areals erworben. In den zu sanierenden und restaurierenden Gebäuden sollten 152 Wohnungen der „gehobenen bis sehr gehobenen Klasse“ und neun Gewerbeeinheiten für insgesamt 43 Millionen Euro entstehen. Auf der freien Fläche wurde die Errichtung weiterer Neubauten geplant. Das neue Wohnquartier erhielt die Bezeichnung „An der Brauerei“ nach der gegenüberliegenden gleichnamigen Straße.
Im März 2012 ging der Besitz des Geländes zu der PABR Verwaltung GmbH, unter Vorsitz von Achaz von Oertzen, über. Seine Unternehmensgruppe CESA beantragte eine Umnutzung des Geländes von Gewerbe, zu Gewerbe und Wohnen, um dort Appartements im Haupttrakt und den bereits geplant gewesenen Neubauten hinter dem Sudhaus, ein Gesundheitszentrum in der Villa, sowie ein Kunstzentrum unter der Leitung von LA 54, in der Trinkhalle, umzusetzen.
Eine Vor-Ort-Besichtigung zu Beginn des Monats Juni 2012 hat gezeigt, dass das Management des Kunst-Hauses und die Initiative LA54 dabei sind, die Gebäude freizuräumen. Grund dafür ist, dass der Kunstverein LA54 e. V. zusammen mit dem Eigentümer PABR Verwaltung GmbH und dem Bezirk Friedrichshain-Kreuzberg die Eröffnung des Kunsthauses nach der Renovierung beschlossen hat.
Im Frühjahr 2014 wurden die Gebäude geräumt, Bautätigkeiten waren nicht zu verzeichnen. Dagegen berichtete die Berliner Morgenpost, dass das Bezirksamt Friedrichshain-Kreuzberg den von der Projekt-Verwaltung FABR vorgelegten Bebauungsplan beschlossen hat. In den Folgejahren bis Frühjahr 2021 erfolgten deutliche Bauerschließungsarbeiten im Hofbereich und Baugruben wurden ausgehoben. Das ehemalige Verwaltungsgebäude direkt an der Ecke zur Richard-Sorge-Straße erhielt ein Notdach und wurde eingerüstet.
Im Oktober 2016 hat der Vorstand des Eigentümers PABR Verwaltung GmbH von Achaz von Oertzen zu Aleksey Zagrebelny gewechselt. Nun gab es deutlichen Stillstand aller Aktivitäten.
Im Jahr 2019 fand eine demonstrative Kurzzeitbesetzung von Teilen des Geländes durch Mitglieder des Kunstvereins LA 54 statt. Grund für die Aktion war, dass trotz früherer Zusagen des Bezirks und kontinuierlicher Eigentümerwechsel keine Weiterentwicklung des Geländes stattfand; die großen denkmalgeschützten Bauten standen bis Ende 2020 weiter leer.

## Sanierungsbeginn 2021
Nach Angaben im Internet (Entwicklungsstadt.de) hat ein neuer Eigentümer (Investa) im Jahr 2017 das Areal und das Unternehmen Patzenhofer GmbH übernommen. Das Management hat den Architekten Arno Brandlhuber mit der Ausarbeitung von Umbauplänen beauftragt. Nach der Sanierung der historischen Gebäudesubstanz sollen nun auf den 7.700 Quadratmetern Nutzfläche Büros (etwa ein Drittel), Künstler-Ateliers (mehr als ein Drittel), Gastlichkeiten einschließlich Hotels sowie Räume für Ausstellungen, Kurse, Werkstätten und Läden hergerichtet werden (restliche Prozente). Eine spätere bauliche Erweiterung auf dem Gelände wird auch vorgesehen. Eine Wohnnutzung ist nicht geplant. Nachdem sowohl der Denkmalschutz als auch das Bezirksamt keine Bedenken gegen diese Pläne geäußert haben, begannen im Jahr 2021 sichtbare Aktivitäten: an dem Eckgebäude Landsberger Allee/Richard-Sorge-Straße wurde die gesamte Fassade eingerüstet und mit Bauplanen verhängt, die Entkernung startete. Die Feinarbeiten und die Bauleitung wurden dem Büro Muck Petzet Architekten übertragen.